# 野村涼乃
野村 涼乃（のむら すずの、1994年1月27日 - ）は、日本の元女優である。身長156cm。テアトルアカデミー、株式会社スウィッチ、A.L.C.Atlantisに所属していた。
2017年以降の芸能活動は明らかでなく、本人のTwitter及びInstagramも全て削除されたため近況は不明である。

## 出演

### 映画
- NIN×NIN 忍者ハットリくん THE MOVIE（2004年、鈴木雅之監督） - クラスメイト役
- インプリント〜ぼっけえ、きょうてえ〜 （2006年、三池崇史監督） - 女郎（工藤夕貴　幼少）役
- オトシモノ（2006年、古澤健監督） - 木村範子役
- 7月24日通りのクリスマス（2006年、村上正典監督） - 本田小百合（中谷美紀　幼少）役
- MARS～ただ、君を愛してる～（2016年、耶雲哉治監督）
- ひだまりが聴こえる（2017年、上條大輔監督） - 澤田響子 役

### テレビドラマ
- 女医・優〜青空クリニック〜（2004年、フジテレビ系列） - 柴田ひかり（レギュラー）役
- みんな昔は子供だった（2004年、フジテレビ系列） - 谷詩音（レギュラー）役
- 火曜サスペンス劇場「箱根湯河原温泉交番〜芸妓の涙〜」（2005年、日本テレビ系列） - 堀尾由美子役
- 大河ドラマ功名が辻（2006年、NHK） - かね役
- 女王の教室 エピソード1～堕天使～（2006年、日本テレビ系列） - 神田和美（志田未来）の中学での友人役
- 砂時計 第25話（2007年、TBS系列）
- 受験の神様 第4話（2007年、日本テレビ系列） - 野田涼子役
- 土曜ワイド劇場「デパート仕掛け人！天王寺珠美の殺人推理」（2007年、テレビ朝日系列） - 千絵役
- 月曜ゴールデン「弁護士・高見沢響子(9)」（2008年、TBS系） - 宮村凛子役
- ホカベン 第5・6話（2008年、日本テレビ系）
- OLにっぽん 第6話・第7話（2008年、日本テレビ）
- 増山超能力師事務所 第11話(2017年、読売テレビ)

### テレビアニメ
- ミチコとハッチン 第6話（2008年、フジテレビ） - アツコ（子供時代）役

### バラエティ
- いつみても波瀾万丈 大沢逸美篇（日本テレビ）

### CM
- コスモ石油「ゼロフレア ジグソーパズル篇」
- セガ「ソニックバトル」
- コナミデジタルエンタテインメント「メタルギアソリッド　ピースウォーカー」
- 大幸薬品「正露丸 クイックC　新発売編」

### 舞台
- 蜷川幸雄「リチャード三世」 - クラレンス公の娘役
- NEGA「残響のテロル」（2016年3月2日 - 6日、Zeppブルーシアター六本木）
- 柿喰う客 柿喰う客フェスティバル2016「サバンナの掟」（2016年6月2日 - 26日、王子小劇場）

### PV
- 堀江由衣「ダ・カーポ」
- RADWIMPS「イーディーピー 〜飛んで火に入る夏の君〜」